# لیربکن
لیربکن (به سوئدی: Lerbäcken) یک منطقهٔ مسکونی در سوئد است که در نوربوتن واقع شده‌است. لیربکن ۱٬۰۸۲ نفر جمعیت دارد.